# Bothrioplana semperi
Bothrioplana semperi – niewielki słodkowodny wirek, jedyny przedstawiciel rodziny Bothrioplanidae klasyfikowanej obecnie jako osobny rząd Bothrioplanida.

## Budowa
Otwór gębowy położony brzusznie w tylnej części ciała prowadzi do wynicowywanej mięśniowej gardzieli (typu pharynx plicatus). Jelito trójdzielne, z jedną odnogą przednią i dwoma tylnymi. Zarówno gardziel jak i jelito zbudowane podobnie jak u wirków trójjelitowych. Zwierzę posiada wspólne ujście męskiego i żeńskiego układu rozrodczego. Męski narząd kopulacyjny w szczątkowej formie. W epidermie występują rabdity zbudowane podobnie jak u Macrostomida, Polycladida i Rhabdocoela.

## Występowanie
B. semperi występuje w niewielkich tymczasowych zbiornikach słodkowodnych w Europie, obu Amerykach i Afryce Południowej; gatunek został również odnotowany ze stanowisk w Karkonoszach na terenie dzisiejszej Polski.

## Pokrewieńśtwa w obrębie wirków
B. semperi wykazuje szereg morfologicznych cech pośrednich pomiędzy rzędami Proseriata i Tricladida. Cechy budowy układu pokarmowego zbliżają B. semperi do wirków trójjelitowych podczas gdy narządy rozrodcze, wydalnicze i czuciowe przypominają te znajdywane u Proseriata. W dawniejszych systemach klasyfikacji uznawano więc Bothrioplanida za formę pośrednią między tymi dwoma rzędami.
Badania molekularne wykazały, że Proseriata i Tricladida nie są ze sobą blisko spokrewnione. Bothrioplana okazała się za to być gatunkiem siostrzanym do grupy Neodermata, łączącej zaawansowane ewolucyjnie pasożytnicze płazińce – tasiemce i przywry.